# Улица Ильича (Казань)
Улица Ильича — магистральная улица в посёлке Юдино Кировского района Казани. Начинаясь от Гаванской улицы, пересекает улицы Революционная, Лейтенанта Красикова и Железнодорожная, далее продолжаясь как дорога на Залесный. По улице ходит общественный транспорт, есть автобусная остановка «ДК Железнодорожников».
Местность, занятая улицей, была застроена не позднее 1930-х гг. В бытность Юдино отдельным населённым пунктом имела название Советская улица, в 1967 году в целях устранения дублирующих названий улиц переименована в Молодогвардейский переулок и была вновь переименована в 1969 году. Застройка улицы многоэтажными жилыми домами началась в 1950-е годы. Почти весь жилой фонд улицы в советский и начало постсоветского периода принадлежал Казанскому отделению ГЖД (до 1961 г. Казанская железная дорога, дома №№ 19/43, 21, 21/8, 27/3, 28, 29, 30, 31/26, 33/27, 34/5, 36) и Юдинской швейной фабрике (дома №№ 40 и 42).
На улице расположены: ДК Железнодорожников (№ 1), мечеть «Жомга» (№ 4), поликлиника РЖД (№ 35), детский сад № 243 (№ 54).